# Scaphochlamys klossii
Scaphochlamys klossii är en enhjärtbladig växtart som först beskrevs av Henry Nicholas Ridley, och fick sitt nu gällande namn av Richard Eric Holttum. Scaphochlamys klossii ingår i släktet Scaphochlamys och familjen Zingiberaceae.

## Underarter
Arten delas in i följande underarter:
- S. k. minor
- S. k. glomerata
- S. k. klossii